# Geofizyka Kraków
Geofizyka Kraków S.A. w likwidacji w upadłości – polskie przedsiębiorstwo geofizyczne, świadczące usługi na rzecz poszukiwań złóż węglowodorów (gazu ziemnego i ropy naftowej), a także wód geotermalnych oraz monitorowania złóż i zbiorników gazu. Przedsiębiorstwo prowadziło prace sejsmiczne, przetwarzało i interpretowało dane sejsmiczne, dokonywało pomiarów geofizyki i sejsmometrii wiertniczej. 
Jest spółką akcyjną, należącą do grupy kapitałowej PKN Orlen. Od 2016 w likwidacji, likwidatorami są Piotr Antonik i Jerzy Trela. Od 2020 w upadłości.

## Historia
Przedsiębiorstwo zostało powołane jako Przedsiębiorstwo Geofizyki Przemysłu Naftowego w 1956 roku. Od tego czasu kilkakrotnie zmieniało nazwę – w 1958 roku był to Zakład Geofizyki Przemysłu Naftowego, w 1961 roku powrócono do formy „Przedsiębiorstwo”, w 1967 roku w nazwie pojawił się Kraków – „Przedsiębiorstwo Geofizyki Górnictwa Naftowego – Kraków”. Po utworzeniu Polskiego Górnictwa Naftowego i Gazownictwa w 1982 roku, przedsiębiorstwo po raz kolejny zmieniło nazwę i funkcjonowało do 1996 roku jako Zakład – Geofizyka Kraków. Od 1996 stało się oddziałem PGNiG w Krakowie, o nazwie PGNiG SA, Oddział Geofizyka Kraków. Osobowość prawną zyskała w 1998 roku, kiedy stało się spółką z ograniczoną odpowiedzialnością, której jedynym właścicielem był PGNiG SA. W lipcu 2012 roku przedsiębiorstwo zostało przekształcone w spółkę akcyjną. Z dniem 1 sierpnia 2016 Geofizyka Kraków jest w likwidacji.
W 2008 roku pracownik spółki, Piotr Stańczak został porwany i w 2009 roku zamordowany w Pakistanie.

## Działalność
Siedziba główna Geofizyki Kraków mieści się w Krakowie przy ul. Łukasiewicza 3, na Olszy. W Krośnie mieści się Baza Geofizyki Wiertniczej, przedsiębiorstwo ma także dwie grupy pomiarowe geofizyki wiertniczej.
Oddziały zagraniczne przedsiębiorstwa znajdują się na Słowacji, w Czechach, Libii, Pakistanie, Omanie i Gruzji. Na stałe przedsiębiorstwo zatrudnia około 500 osób.
Geofizyka Kraków jest kontraktorem geofizycznym, czyli firmą usługową, która prowadzi badania na zlecenie firm poszukujących węglowodorów lub wód geotermalnych, a także firm z branży wydobywczej i górnictwa.
Firma prowadzi przede wszystkim badania sejsmiczne, zarówno 2D, jak i 3D. Geofizyka Kraków specjalizuje się w sejsmice lądowej. Oferuje swoim klientom kompleksowe usługi, od momentu projektowania badań, przez akwizycję danych sejsmicznych, aż po przetwarzanie i interpretację danych.
W badaniach stosuje głównie wibratorową metodę wzbudzania fali sejsmicznej. Pozyskane w ten sposób dane podlegają przetwarzaniu i interpretacji, w wyniku czego obrazuje się geologiczną budowę podłoża.
Geofizyka Kraków wykonuje także pomiary z zakresu geofizyki wiertniczej i sejsmometrii wiertniczej.
Oprócz Polski spółka pracowała także na Słowacji, Węgrzech, w Czechach, Danii, Austrii, Turcji, Ukrainie, Syrii, Libii, Gruzji, Omanie i Pakistanie. Klientami Geofizyki Kraków byli: BP, ExxonMobil, OMV, Eni, KGHM, RWE, Orlen Upstream, MOL i wielu innych.